# Meubles de l'Antiquité grecque et romaine

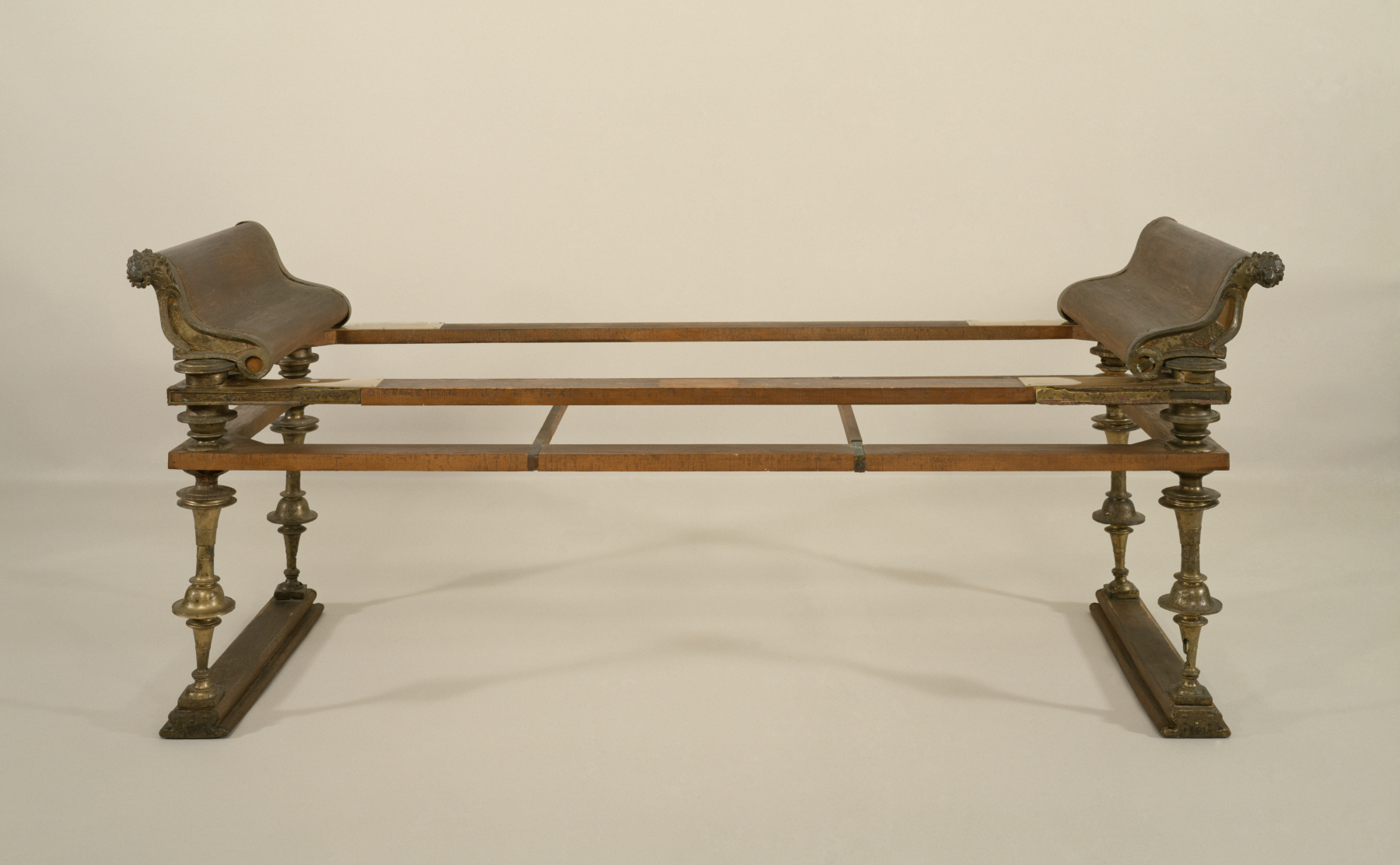
Lit de salle à manger romaine, reconstitué avec des pièces de métal provenant d'une tombe.

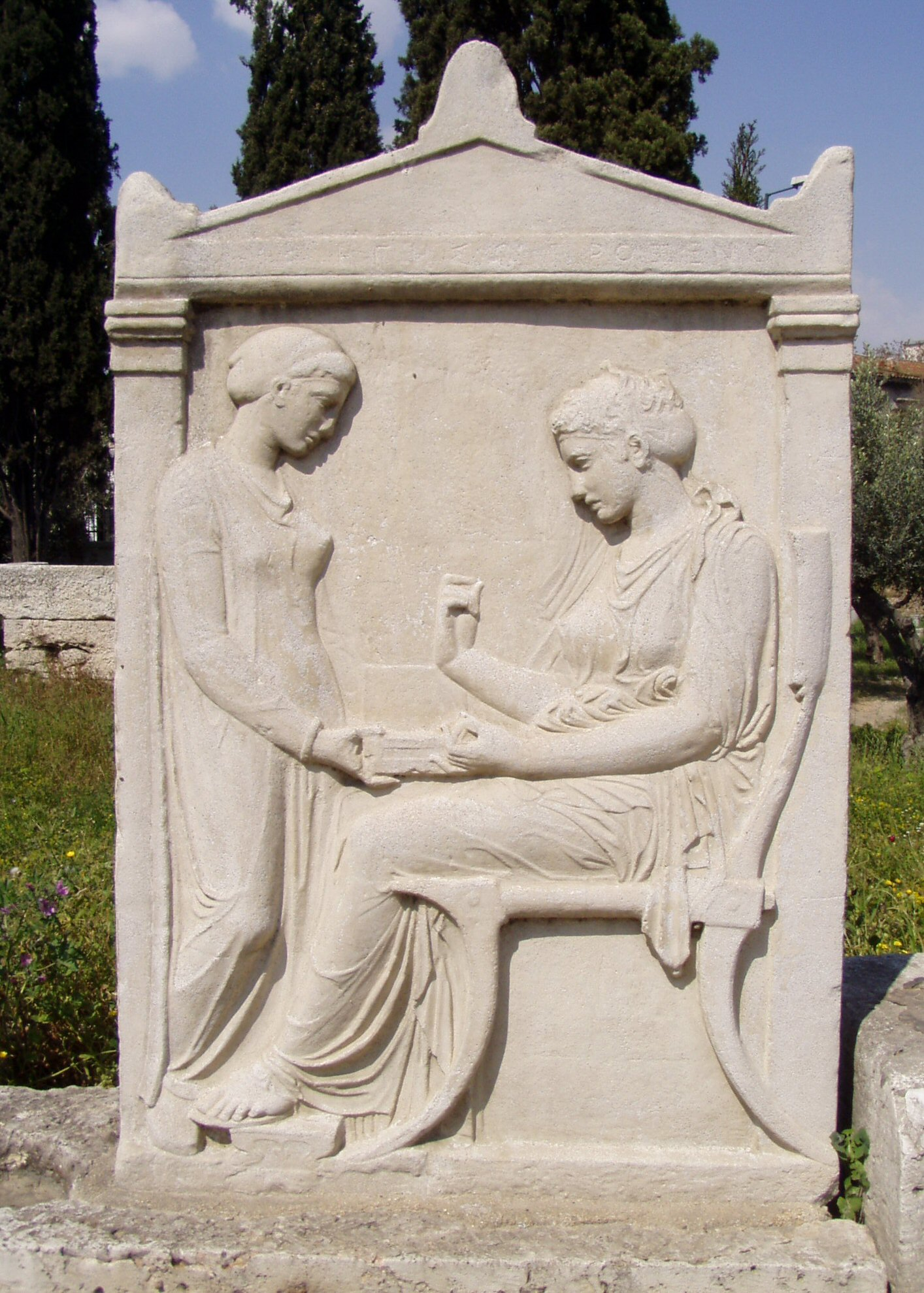
Stèle d'Hègèsô (copie sur place), montrant un klismos, vers -420.

Les meubles de l'Antiquité grecque et romaine sont connus par l'archéologie, mais plus encore par les innombrables stèles funéraires, céramiques peintes et autres supports. Le mobilier antique était normalement fait de bois, mais les exemplaires coûteux étaient souvent agrémentés d’éléments en métal qui ont de meilleures chances de survie. Les styles étaient généralement plutôt légers et élégants dans le mobilier de la classe supérieure mais, selon les normes modernes, les meubles n'apparaissent pas très confortables. Certains objets entièrement métalliques tels que les chandeliers, braseros et objets de sacrifice, ont survécu et d'autres, recouverts par l'éruption du Vésuve, ont été carbonisés ou leur empreinte, restée moulée dans la roche volcanique, a pu être coulée en plâtre, donnant une idée claire de leur forme originale. Les riches avaient des tables et des chaises soutenues par un piètement en marbre, et certaines d’entre elles ont survécu. L'osier était largement utilisé pour les fauteuils.

## Meubles grecs
Les meubles de la Grèce antique étaient généralement construits en bois, bien qu’ils puissent également être de pierre ou de métal, comme le bronze, le fer, l’or et l’argent. Il subsiste peu de bois de la Grèce antique, malgré les variétés d'essences mentionnées dans les textes concernant la Grèce et Rome, comme l’érable, le chêne, le hêtre, l’if et le saule. Les pièces étaient réunies à l’aide d'assemblages de menuiserie à tenon et mortaise, maintenus ensemble par des ligatures, des chevilles, des clous métalliques et de la colle. Le bois était façonné par la sculpture, le traitement à la vapeur et le tournage, et l'on sait que certains meubles étaient décorés avec des éléments d'ivoire, de carapaces de tortues, de verre, d'or ou d'autres matériaux précieux. De même, les meubles pouvaient être incrustés de bois précieux afin de leur donner une apparence plus luxueuse, bien que le mobilier classique ait souvent été plus modeste que les objets attestés dans les civilisations orientales ou que ceux des périodes antérieures en Grèce.
Des recherches approfondies ont été effectuées sur les formes de meubles grecs par Gisela Richter qui a utilisé une approche typologique basée principalement sur des exemples illustrés décrits dans l'art grec, et c'est d'après sa nomenclature que les principaux types de meubles antiques peuvent être désignés et définis.

### Sièges grecs

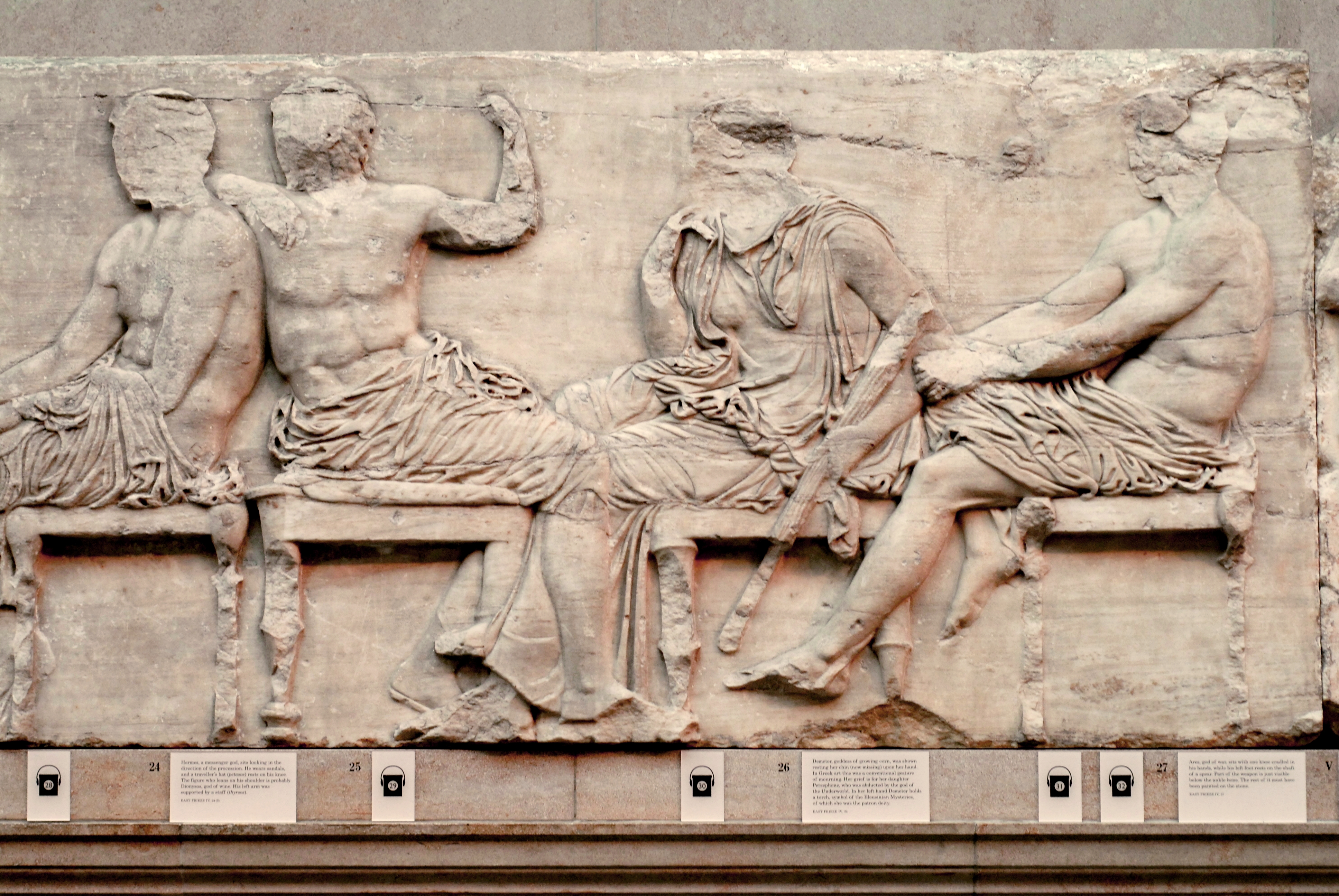
Bloc IV de la frise orientale du Parthénon, avec des images de dieux assis, vers -447/-433.

Le mot moderne « trône » est dérivé de l'ancien grec thronos (grec : θρόνος), qui était un siège réservé aux divinités ou aux individus de haut rang ou mis à l'honneur. La statue colossale chryséléphantine de Zeus à Olympie, exécutée par Phidias et perdue dans l'Antiquité, représentait le dieu Zeus assis sur un trône élaboré orné d'or, de pierres précieuses, d'ébène et d'ivoire, selon Pausanias. Le klismos (grec : κλισμός), une élégante chaise grecque avec un dossier et des pieds incurvés, dont la forme a été copiée par les Romains, est moins extravagant. Il est devenu courant au cours des périodes ultérieures et fait maintenant partie du vocabulaire du design de mobilier. Un bel exemple se trouve sur la stèle d'Hègèsô, de la fin du Ve siècle av. J.-C.. Comme les meubles orientaux précédents, les klismoi et thronoi pouvaient être accompagnés de repose-pieds. Il existe trois types de repose-pieds décrits par Richter : ceux à pieds lisses et droits, ceux à pieds incurvés et ceux ayant une forme de boîte directement posée sur le sol.
La forme la plus commune du siège grec était le tabouret sans dossier qui devait se trouver dans tous les foyers grecs. Facilement portables, ils étaient apparemment désignés sous le nom de diphroi (grec : δίφρος). La frise du Parthénon en présente de nombreux exemples sur lesquels les dieux sont assis. Des fragments d'une chaise du IVe siècle av. J.-C. ont été découverts dans une tombe de Thessalonique, dont deux pieds et quelques pièces transversales, autrefois en bois plaqué d'une feuille d'argent seule subsistante.

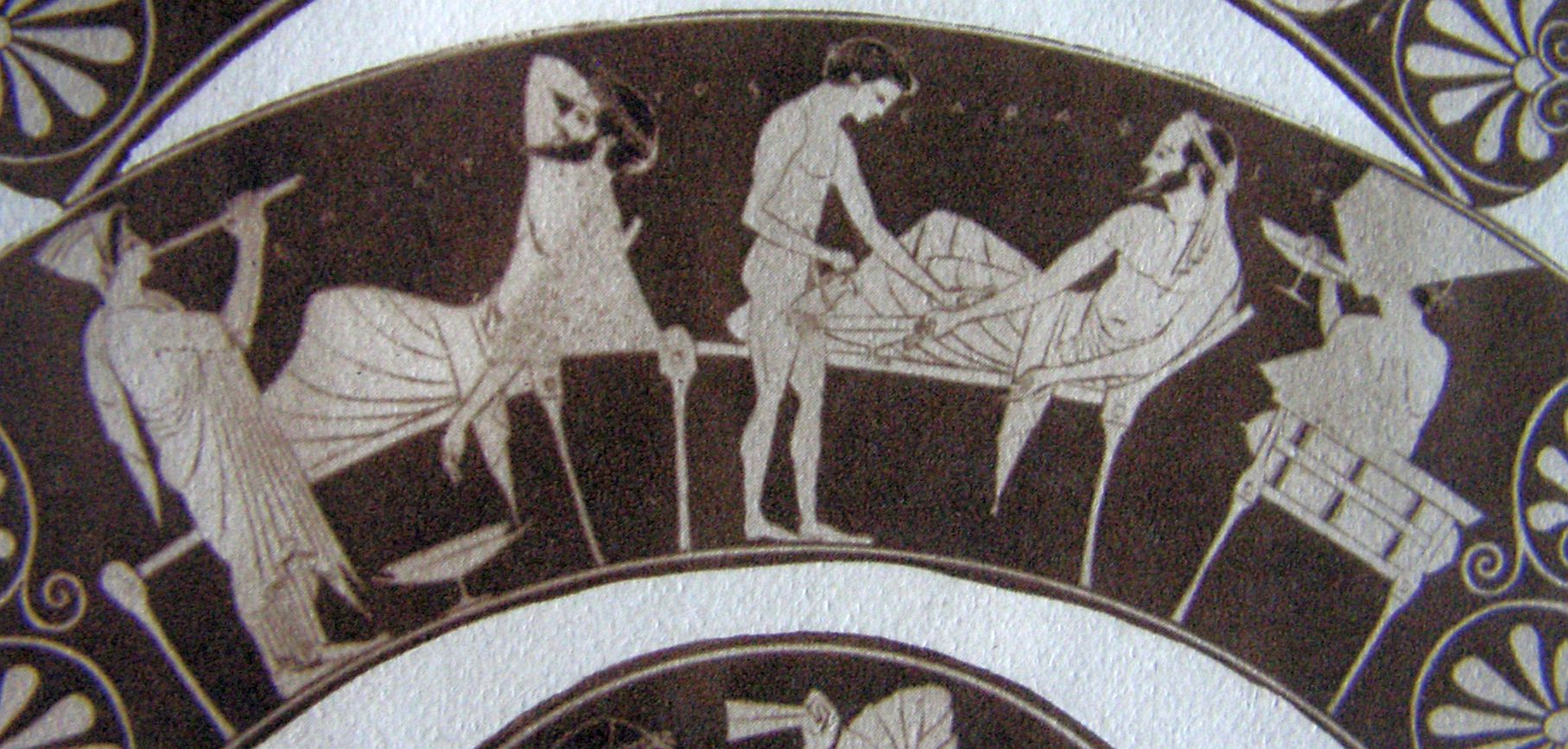
Un symposium grec.

Le tabouret pliant, connu sous le nom de diphros okladias (grec : δίφρος ὀκλαδίας), était pratique et portable. Le tabouret pliant grec survit dans de nombreuses représentations, indiquant sa popularité dans les périodes archaïque et classique ; le type peut avoir été dérivé d'exemples précédents minoens et mycéniens qui, à leur tour, étaient probablement basés sur des modèles égyptiens. Les tabourets grecs pliants peuvent avoir des pieds simples et droits ou bien courbes, se terminant généralement par des pattes d'animaux.

### Les lits:klinai

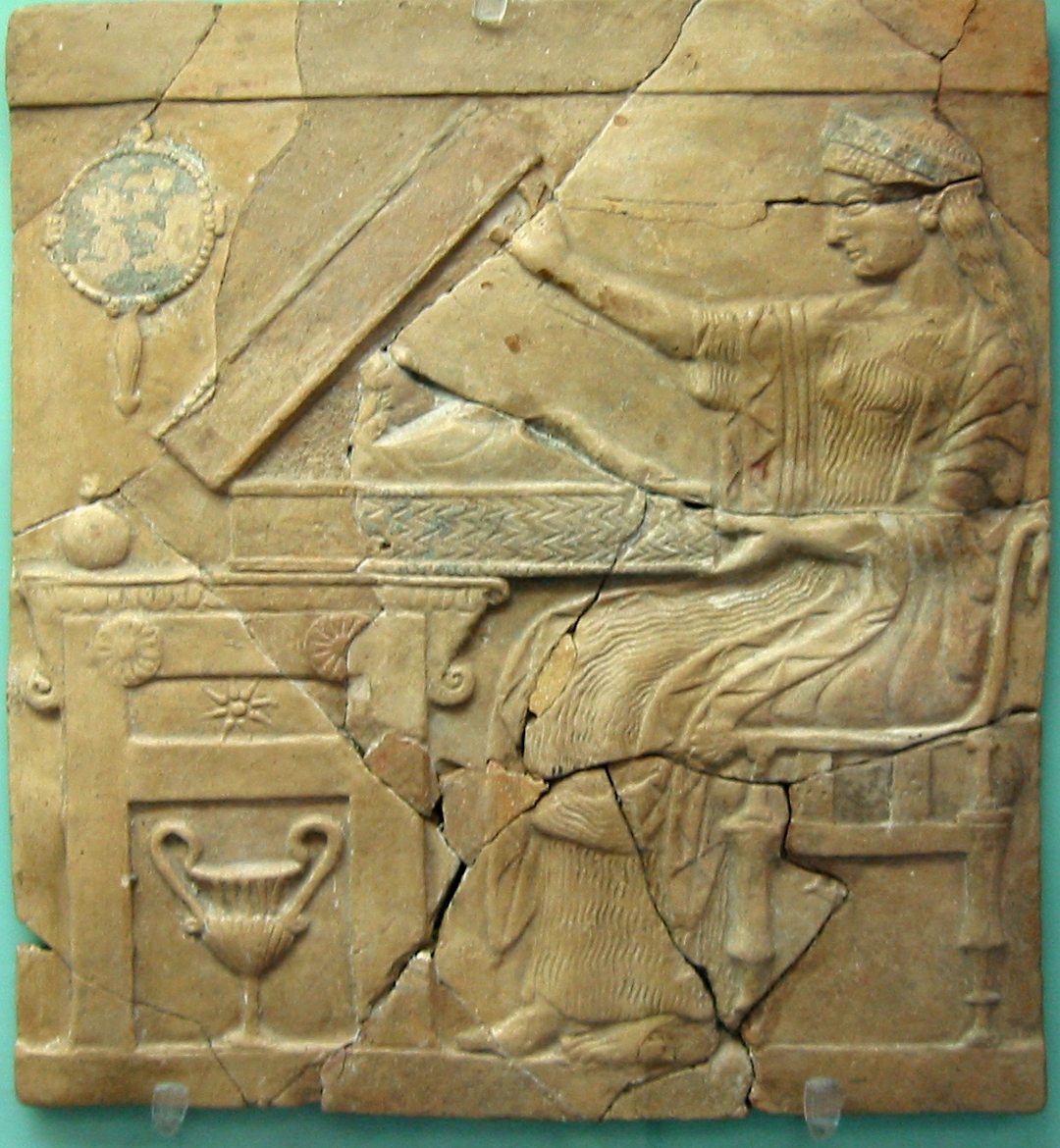
Relief avec Perséphone.

Le divan ou klinè (grec : κλίνη) est une forme de meuble attestée en Grèce dès la fin du VIIe siècle av. J.-C.. La klinè était rectangulaire, reposant sur quatre pieds, dont deux pouvaient être plus longs d'un côté, ce qui faisait un accoudoir ou une tête de lit. Richter distingue trois types de klinai : celles à pattes animales, celles à pieds tournés et celles à pieds carrés, bien que cette terminologie soit quelque peu problématique. Une toile pouvait être drapée sur le sommier tissé du canapé et des coussins placés contre le bras ou l'appui-tête, faisant du canapé grec un meuble bien adapté à une réunion de symposium.
Le pied d’un lit de bronze découvert in situ à la maison des Sceaux de Délos fournit une indication sur l'apparence des pieds « tournés » d'une klinè. De nombreuses images de klinai sont représentées sur des vases, surmontées de couches de couvertures et d’oreillers finement tissés. Ces meubles ont pu être faits de cuir, de laine ou de lin, mais la soie a également pu être utilisée. Le bourrage des oreillers, coussins et lits pouvait être fait de laine, de plumes, de feuilles ou de foin.

### Les tables grecques
En général, les tables grecques (grec : τράπεζα, τρἰπους, τετράπους, φάτνη, ὲλεóς) étaient basses, apparaissant souvent aux côtés de klinai et pouvant peut-être s'intégrer au-dessous. Le type le plus courant de table grecque avait un plateau rectangulaire soutenu par trois pieds, bien que de nombreuses configurations existent. Les tables peuvent avoir des plateaux circulaires et quatre pieds ou même un pied central au lieu de trois. Les tables de la Grèce antique étaient principalement utilisées à des fins de restauration : dans les représentations de banquets, il semblerait que chaque participant ait utilisé une seule table plutôt que l’utilisation collective d’un meuble plus grand. Dans de telles occasions, les tables auraient été déplacées en fonction des besoins.
Les tables auraient également figuré en évidence dans le contexte religieux, comme indiqué dans les peintures de vases. Un exemple est celui du « peintre de Chicago » de l'Art Institute of Chicago, datant d'environ -450, qui figure trois femmes accomplissant un rituel dionysiaque, dans lequel une table constitue un lieu approprié pour reposer un kantharos, récipient à vin associé à Dionysos. D’autres images montrent que le style des tables pouvait varier du très orné au relativement sobre.

## Mobilier romain

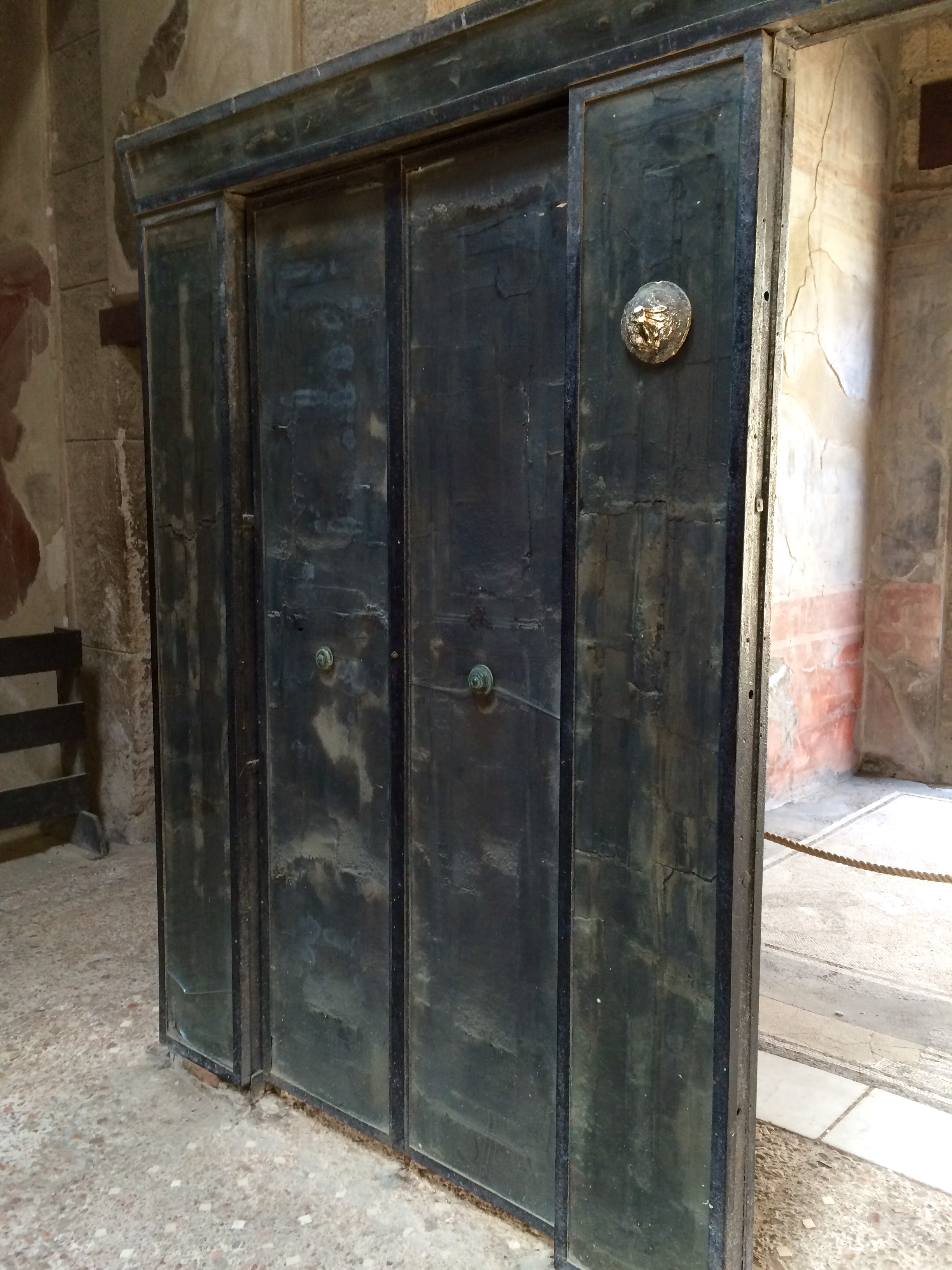
Cloison en bois de la Casa del Tramezzo di Legno, à Herculanum.

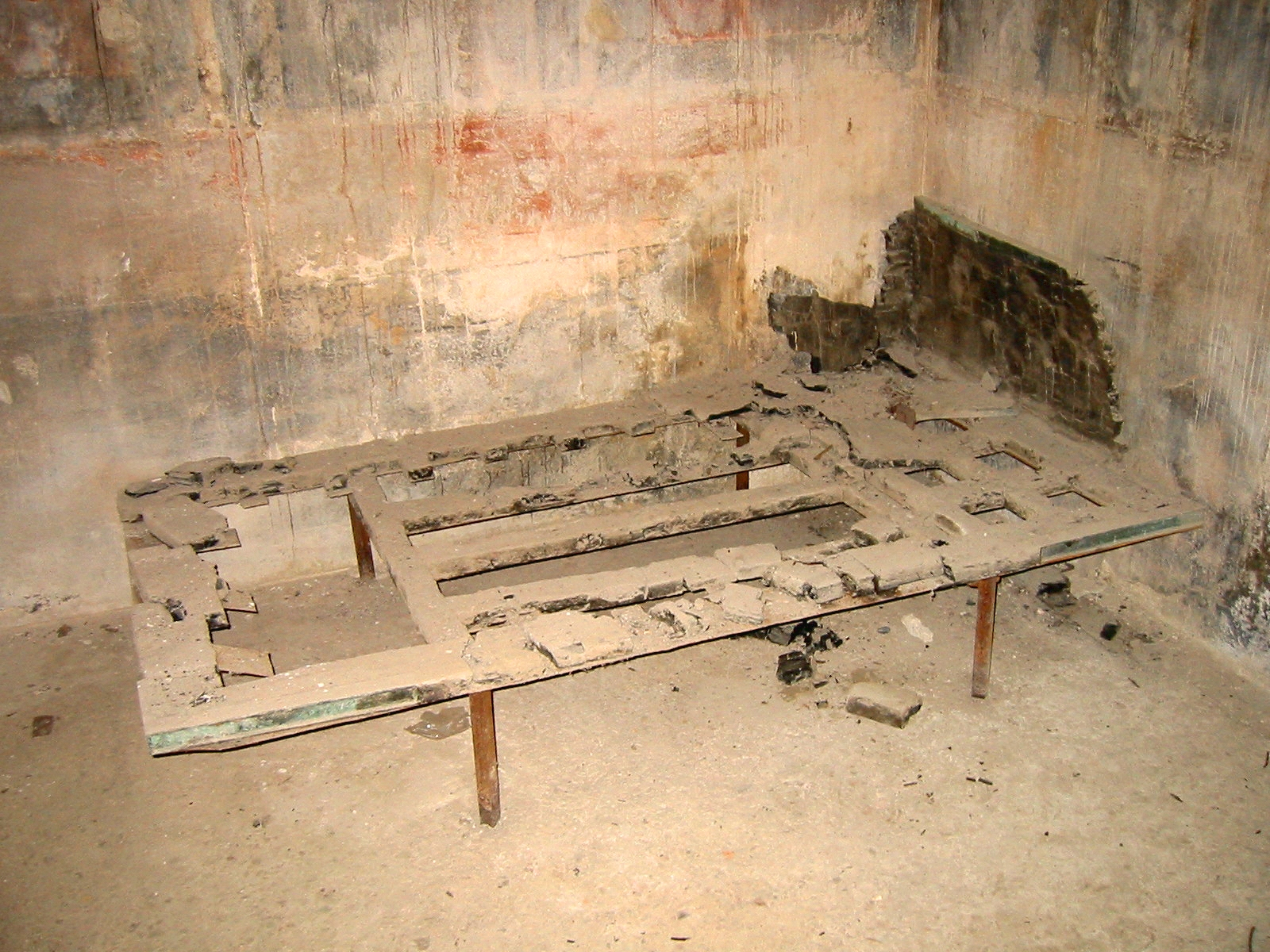
Lit carbonisé de la Casa del Tramezzo di Legno, à Herculanum.

Dans une large mesure, les types et les styles du mobilier romain ancien ont suivi ceux de leurs prédécesseurs grecs classiques et hellénistiques. Il est donc difficile dans bien des cas de différencier les types de mobilier romain de leurs formes hellénistiques antérieures. L’approche typologique de Gisela Richter est utile pour retracer l’évolution des meubles grecs en expressions romaines. La connaissance du mobilier romain découle principalement de représentations sur des fresques et des sculptures, ainsi que de véritables meubles, fragments et accessoires, dont un bon nombre ont été préservés lors de l'éruption du Vésuve en 79 après J.-C., sur les sites archéologiques de Pompéi et Herculanum. Il existe de bons exemples de mobilier romain reconstitué au Metropolitan Museum of Art de New York, ainsi qu'aux musées du Capitole, à Rome.

### Chaises
La sella, tabouret ou fauteuil, était le type de siège le plus répandu à l’époque romaine, probablement en raison de sa portabilité. En outre, la sella dans sa forme la plus simple était peu coûteuse à fabriquer. Les esclaves et les empereurs l'utilisaient, même si celles des pauvres étaient sans aucun doute simples, tandis que les riches avaient accès à des bois précieux ornés de marqueterie, d'ornements en métal, ivoire et feuilles d'argent et or. Les sellae de bronze d'Herculanum étaient de forme carrée et avaient des pieds droits, des accoudoirs décoratifs et des sièges bombés. La chaise curule (sella curulis) ou tabouret pliant, était un symbole de pouvoir à l'époque romaine. Il y avait des selles ressemblant à la fois à des tabourets et à des chaises, pliées à la manière de ciseaux pour faciliter le transport.

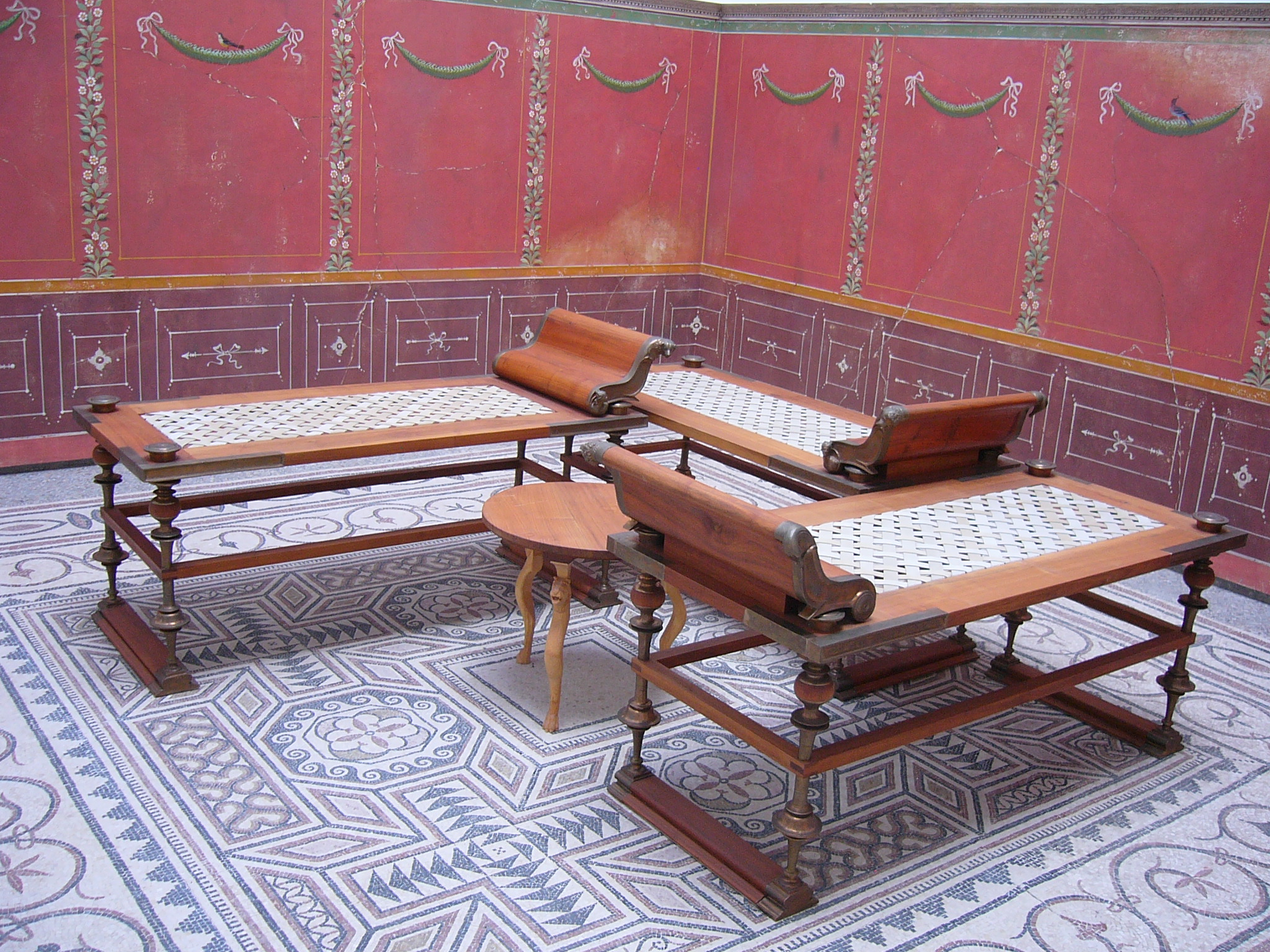
Triclinium reconstruit ou salle à manger, avec trois klinai ou divans.

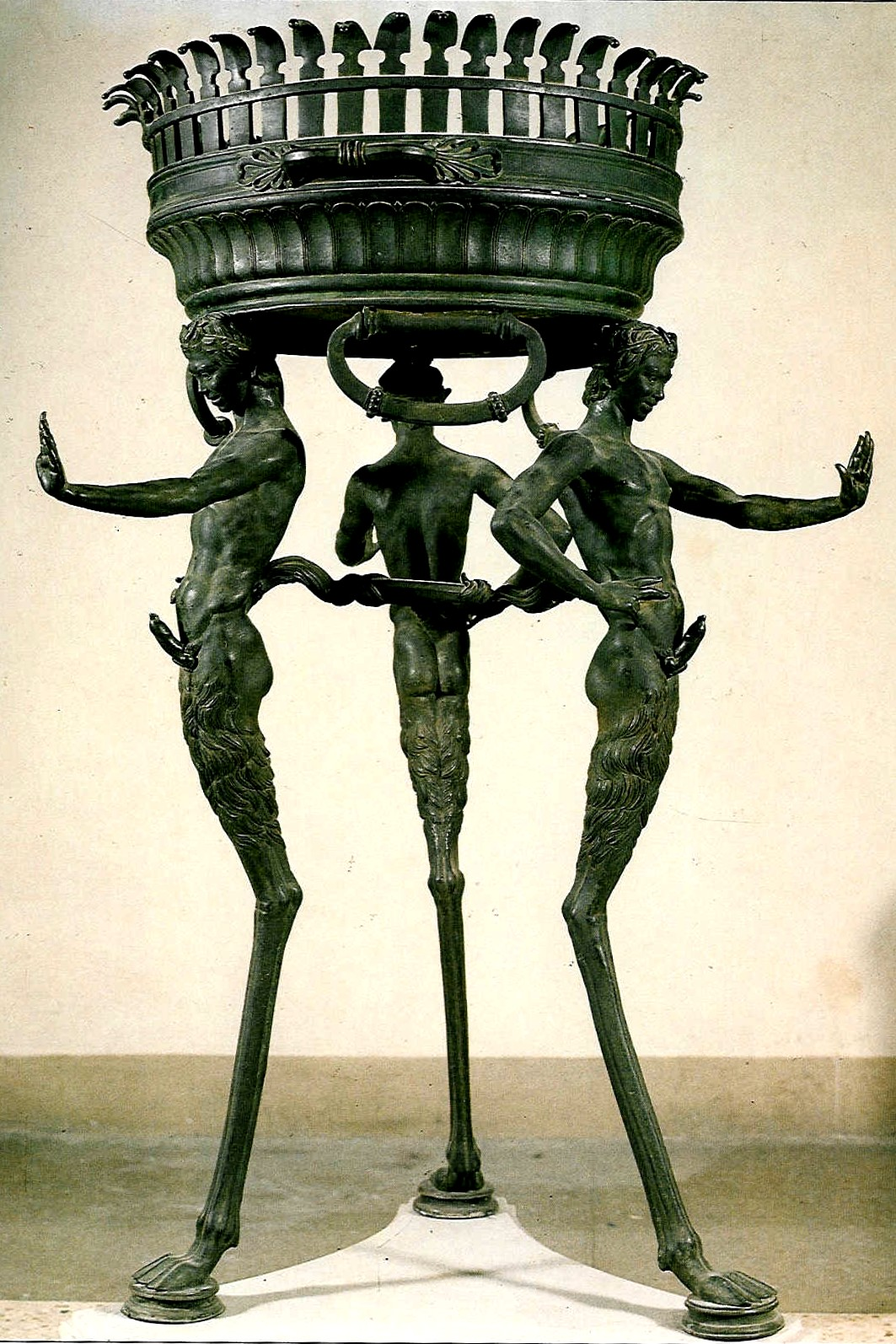
Brasero en métal avec satyres, de Pompéi.

La cathedra romaine était une chaise pourvue d'un dossier, bien qu'un désaccord existe sur la signification exacte du terme latin. Richter définit la cathèdre comme une version ultérieure du klismos grec qui, selon elle, n'a jamais été aussi populaire que son prédécesseur grec
. A. T. Croom, cependant, considère la cathedra comme une chaise en osier à haut dossier, généralement associée aux femmes et aux maîtres d'école, dont les élèves se tenaient assis autour d'eux sur ce type de chaise pendant qu'ils enseignaient, montrant qui détenait le pouvoir dans la classe. Comme dans le cas des meubles grecs, les noms de meubles romains trouvés dans les textes ne peuvent pas toujours être associés avec certitude à des formes de meubles connues.
Le nom latin solium est considéré comme équivalent au grec thronos et donc souvent traduit par « trône ». Le type solium ressemble à une chaise moderne, avec dossier et accoudoirs. Richter distingue trois types de solia, basés sur des prototypes grecs : des trônes à pieds tournés et carrés et des trônes imposants, à flancs solides, dont plusieurs exemplaires restent gravés dans la pierre. En outre, un type à dos et bras élevés, reposant sur une base cylindrique ou conique, proviendrait de prototypes étrusques.

### Couches
Peu de canapés romains ont survécu, à la différence des armatures de bronze, qui aident à reconstituer leurs formes originales. Alors que dans les ménages aisés, les lits étaient utilisés pour dormir dans les chambres à coucher (lectus cubicularis) et les canapés destinés aux banquets dans le triclinium' (lectus tricliniaris), les moins aisés pouvaient utiliser le même meuble pour les deux fonctions. Les deux types pouvaient être utilisés de manière interchangeable, même dans les ménages les plus riches, et il n'est pas toujours facile de faire la différence entre un mobilier de couchage et un mobilier de salle à manger. Le type de lit romain le plus courant se présentait sous la forme d’une boîte rectangulaire ouverte à trois côtés, le quatrième (long) côté du lit restant ouvert pour y accéder. Alors que certains lits étaient encadrés de planches, d'autres avaient des structures inclinées aux extrémités, appelées fulcra, pour mieux accueillir les oreillers. Le fulcrum des canapés de salle à manger comportait souvent de somptueux ornements en ivoire, bronze, cuivre, or et argent.
Le banc, ou subsellium , était un tabouret allongé, pour deux utilisateurs ou plus. Les bancs étaient considérés comme des « sièges d'humbles », destinés aux habitats des paysans et aux bains publics. Cependant, ils ont également été retrouvés dans des salles de conférence, dans les vestibules des temples, et ont même servi de sièges aux magistrats et aux sénateurs. Les bancs romains, comme leurs précédents grecs, pratiques pour accueillir de grands groupes de personnes, étaient courants dans les théâtres, les amphithéâtres, les odéons et les ventes aux enchères. Le scamnum, similaire au subsellium, mais plus petit, était utilisé à la fois comme banc et comme repose-pieds.

### Tables
Les types de tables romaines comprennent l'abaque et la mensa , qui se distinguent les uns des autres dans les textes latins. Le terme abaque désigne des tables utilitaires comme celles utilisées pour fabriquer des chaussures ou pétrir la pâte, ainsi que pour les tables à statut élevé, comme les buffets pour exposer l'argenterie. Une table basse à trois pieds, généralement identifiée comme mensa delphica, était souvent représentée à côté des banqueteurs étendus, dans les peintures romaines. Cette table a un plateau rond soutenu par trois pieds configurés comme ceux d’un trépied. Plusieurs tables en bois de ce type ont été trouvées à Herculanum.

### Vestiges
La source la plus importante de meubles en bois de l’époque romaine est la collection de meubles carbonisés d’Herculanum. Alors que l'éruption du Vésuve en 79 a été extrêmement destructrice pour la région, la lave liquide chaude qui a englouti la ville d'Herculanum a finalement préservé le mobilier en bois, les étagères, les portes et les volets, sous forme de carbone. Leur conservation est toutefois menacée car certaines des pièces restent in situ dans les maisons et les magasins, enfermées dans des vitrines non protégées ou même entièrement ouvertes et accessibles. Lors des fouilles, une grande partie du mobilier a été conservée avec de la cire de paraffine mélangée à de la poudre de carbone qui recouvre le bois et masque des détails importants tels que les décorations et les menuiseries. Il est maintenant impossible de retirer le revêtement de cire sans endommager davantage les meubles. Certains éléments en bois ont été trouvés avec des accessoires en os et en métal. On trouve des étagères en bois dans les magasins et les cuisines des sites vésuviens, et l’une des maisons comporte des cloisons en bois élaborées.

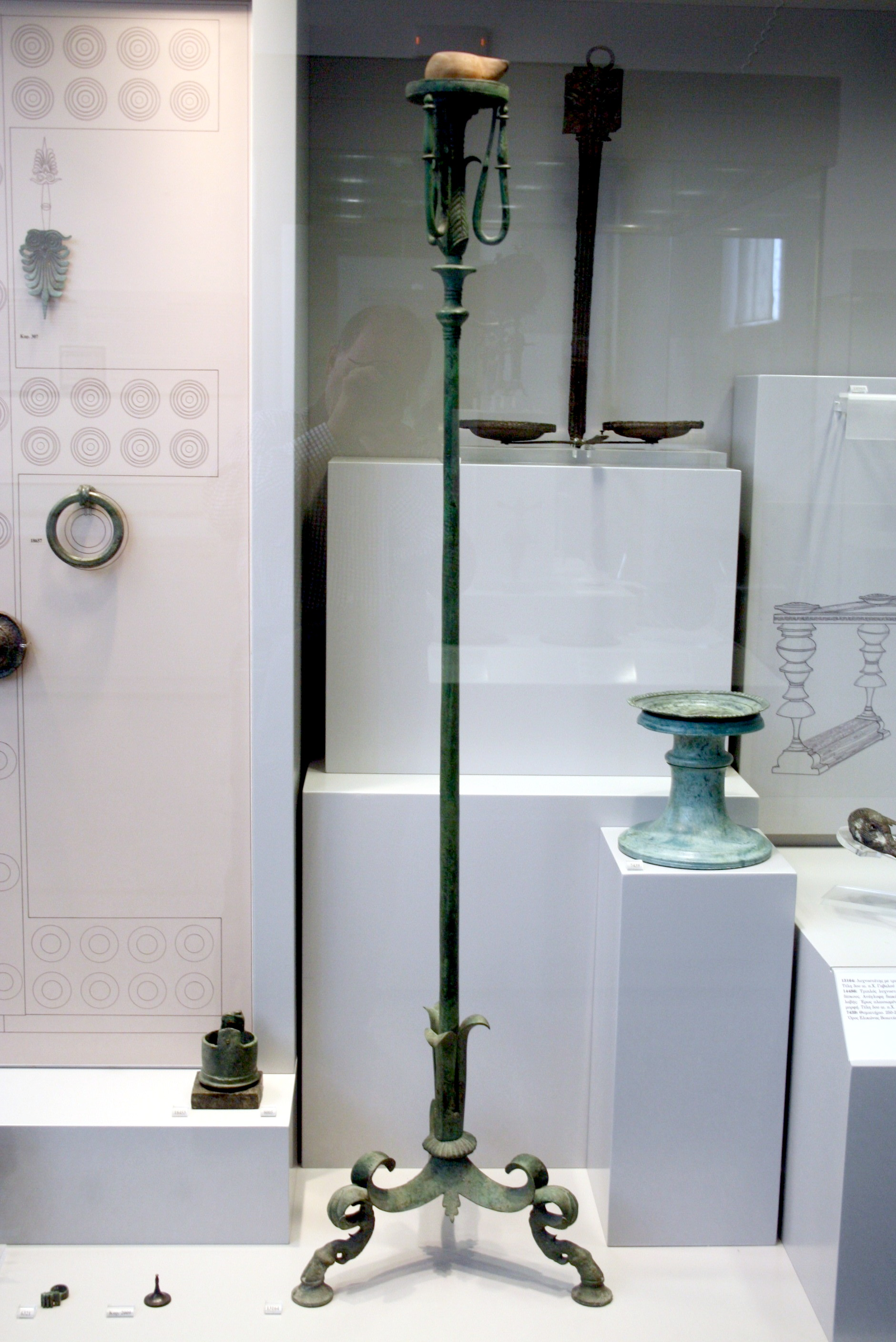
Lampadaire grec en bronze, IIIe siècle.
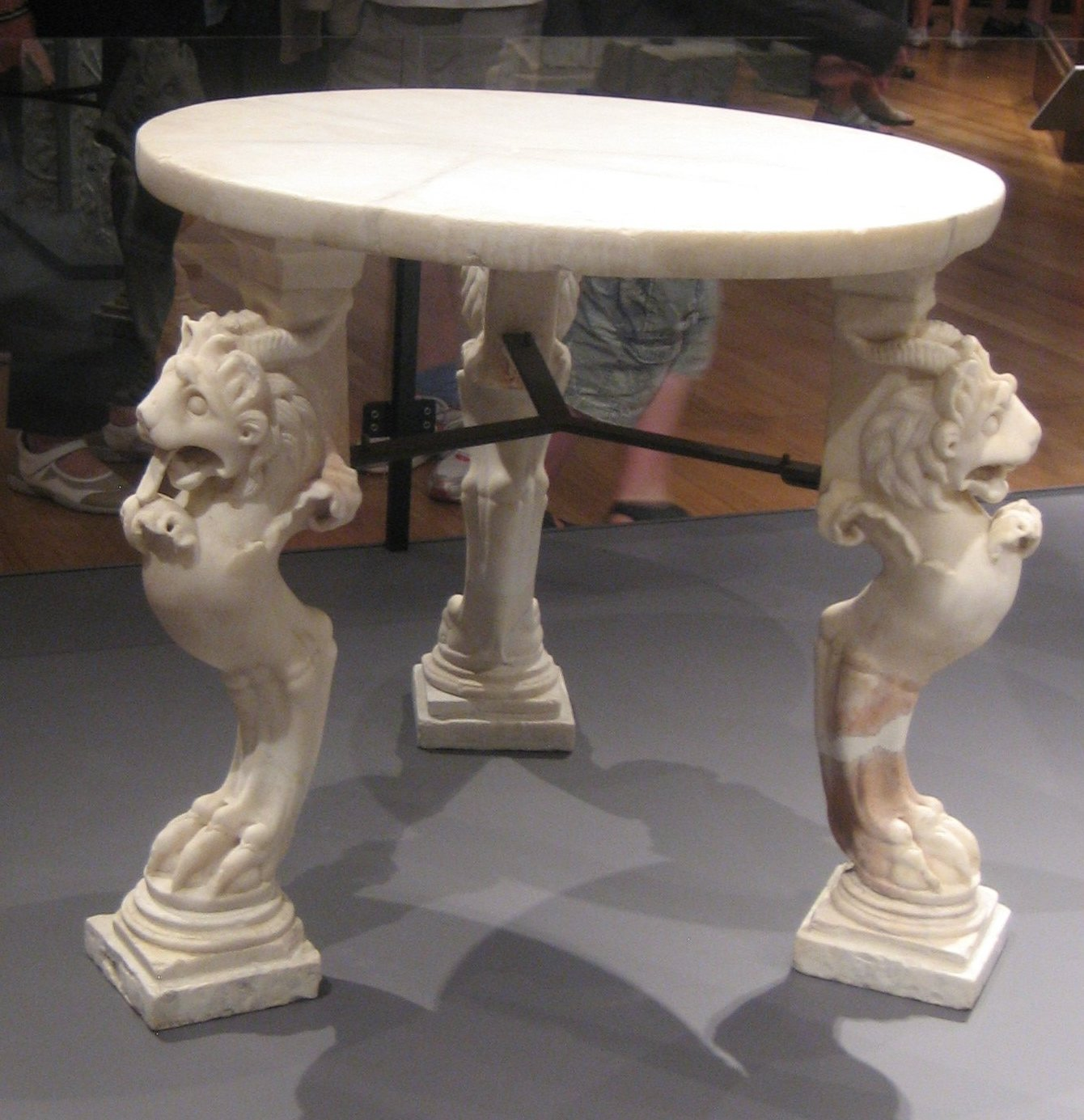
Table en marbre de Pompéi.
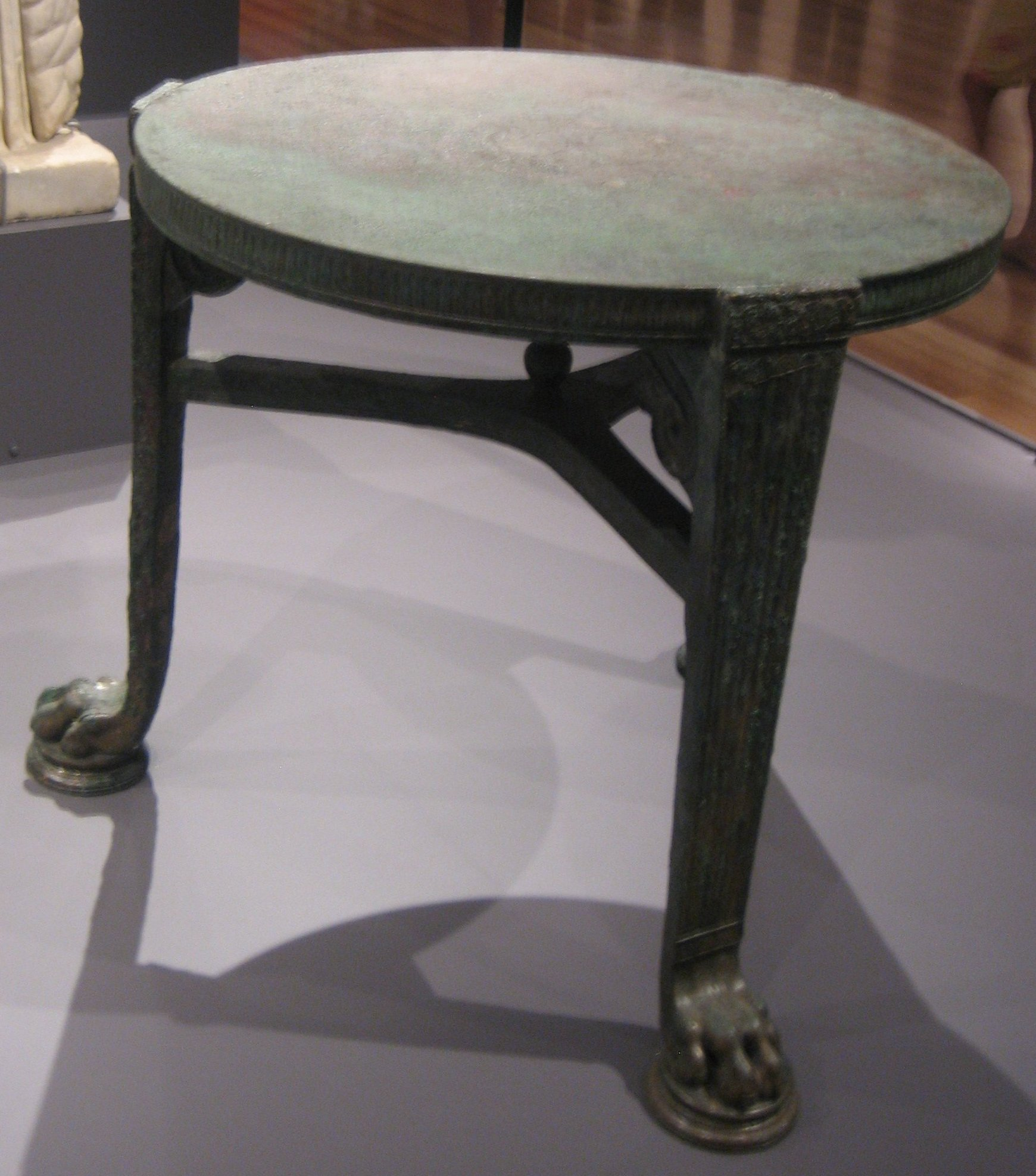
Table en bronze de Pompéi.
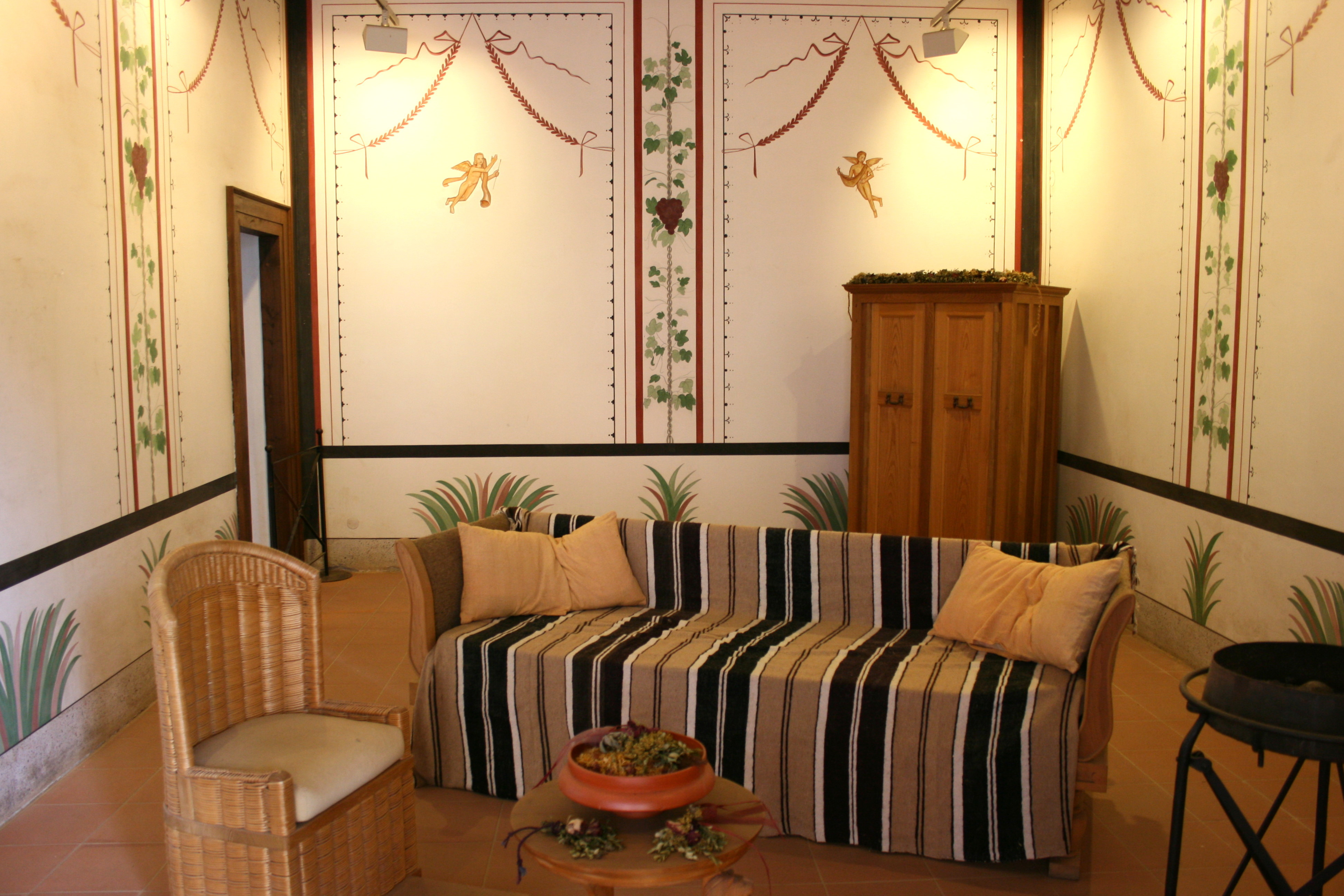
Salon romain reconstitué.
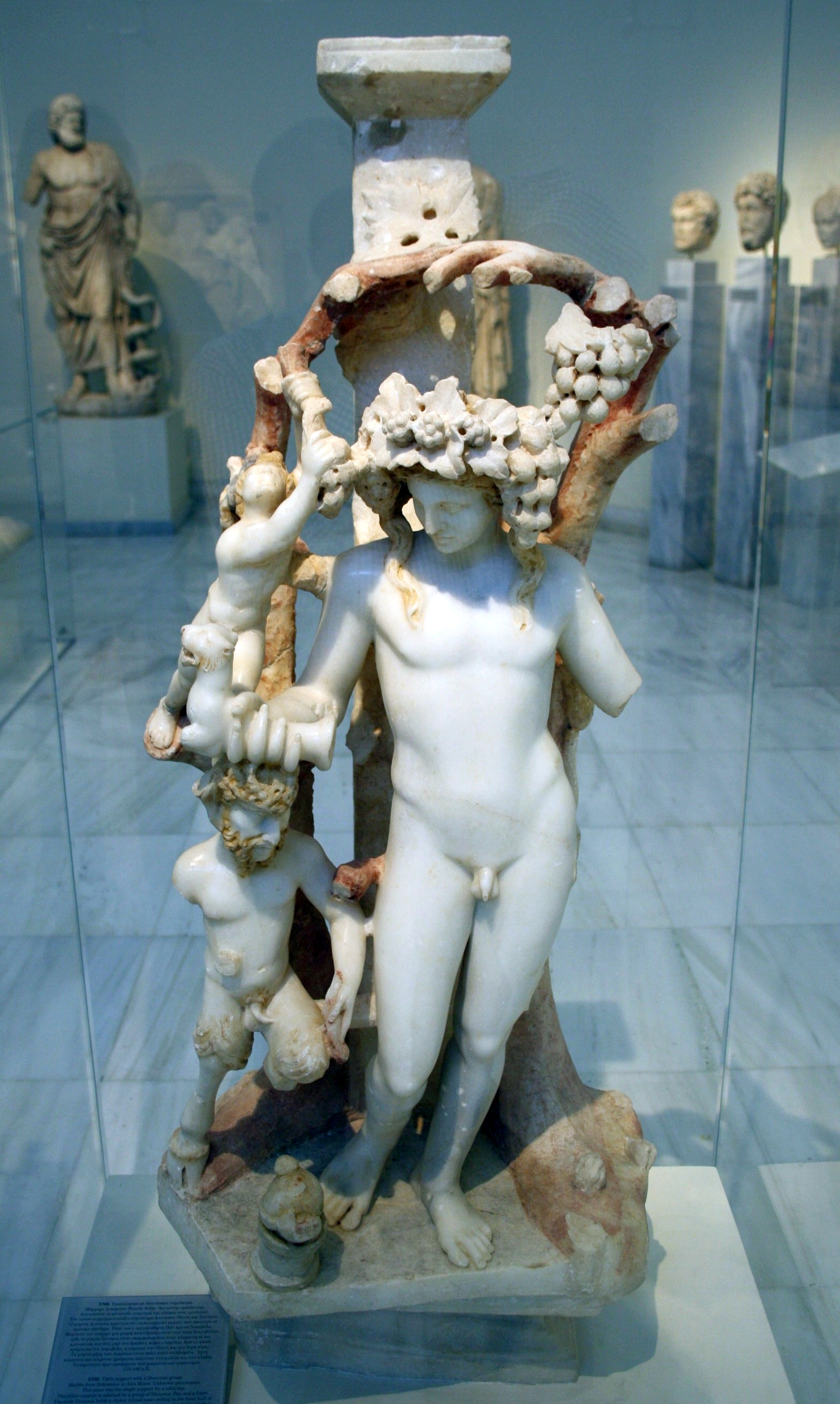
Support de table de la Grèce romaine.
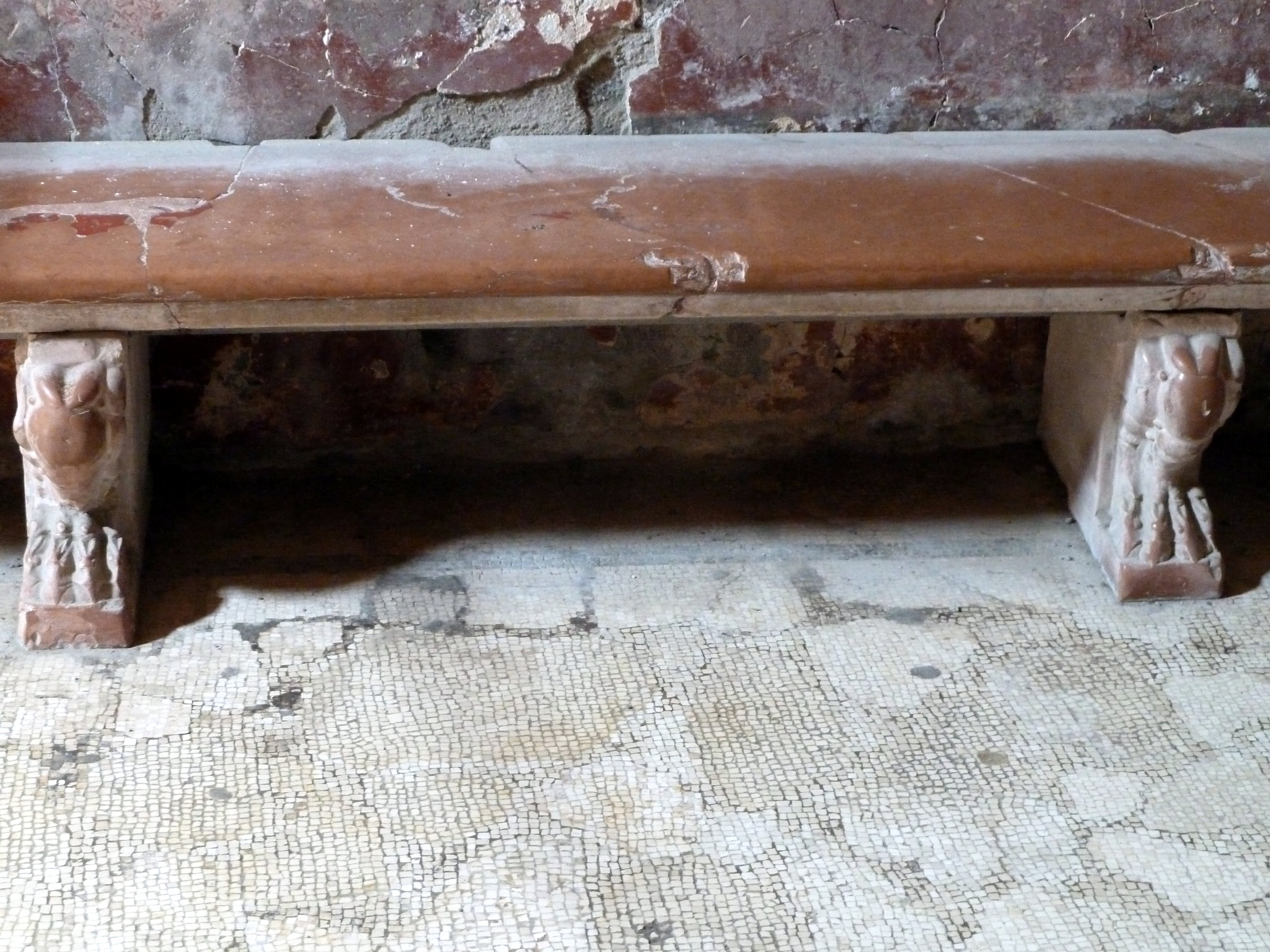
Banc des bains pour femmes à Herculanum.
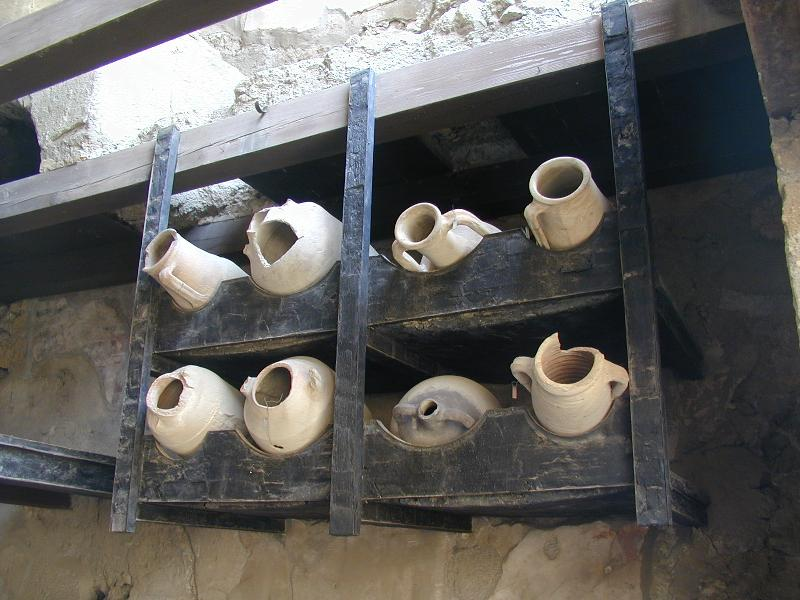
Rayonnages pour amphores dans un magasin d'Herculanum.
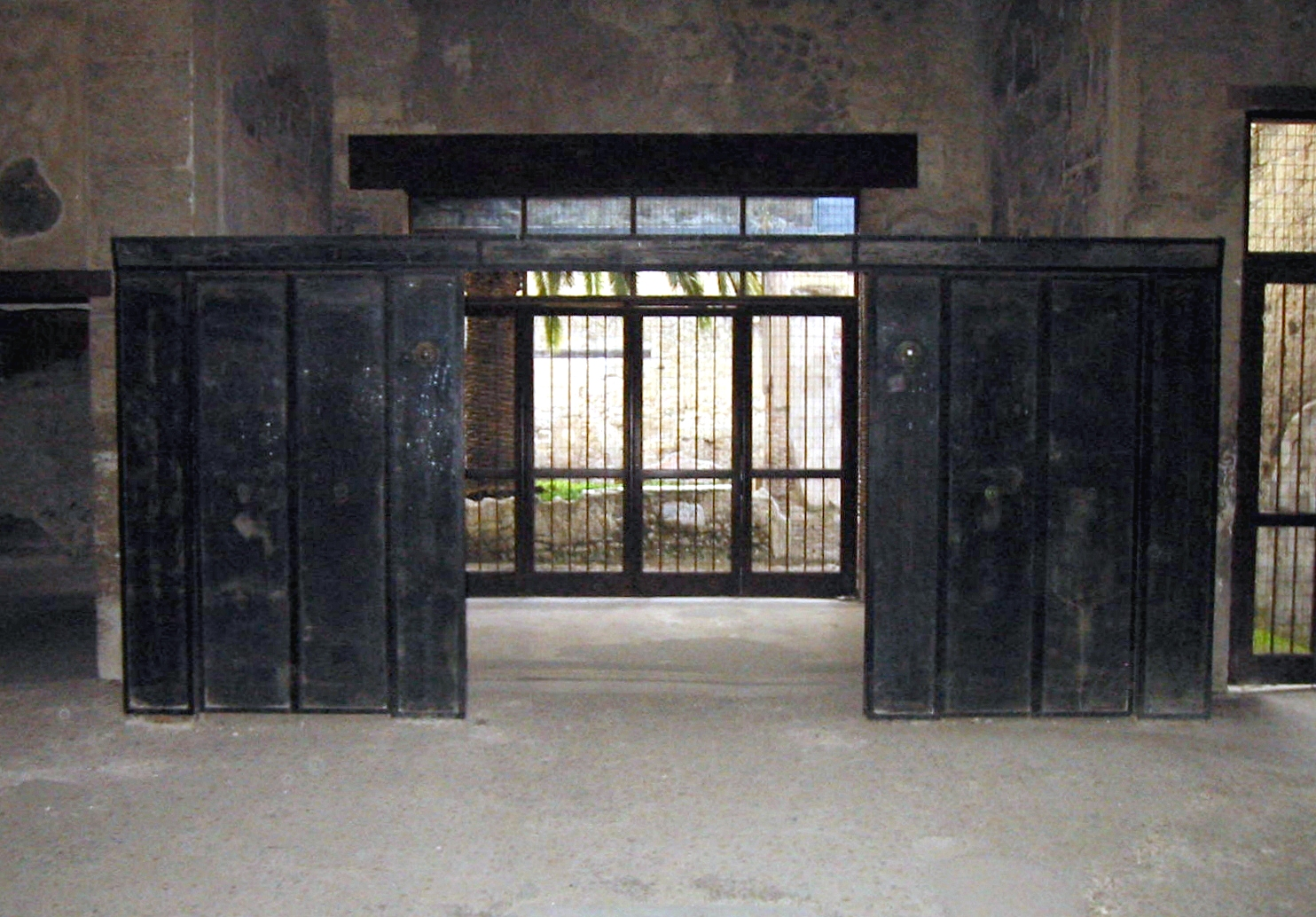
Cloison en bois de la Casa del Tramezzo di Legno, à Herculanum.
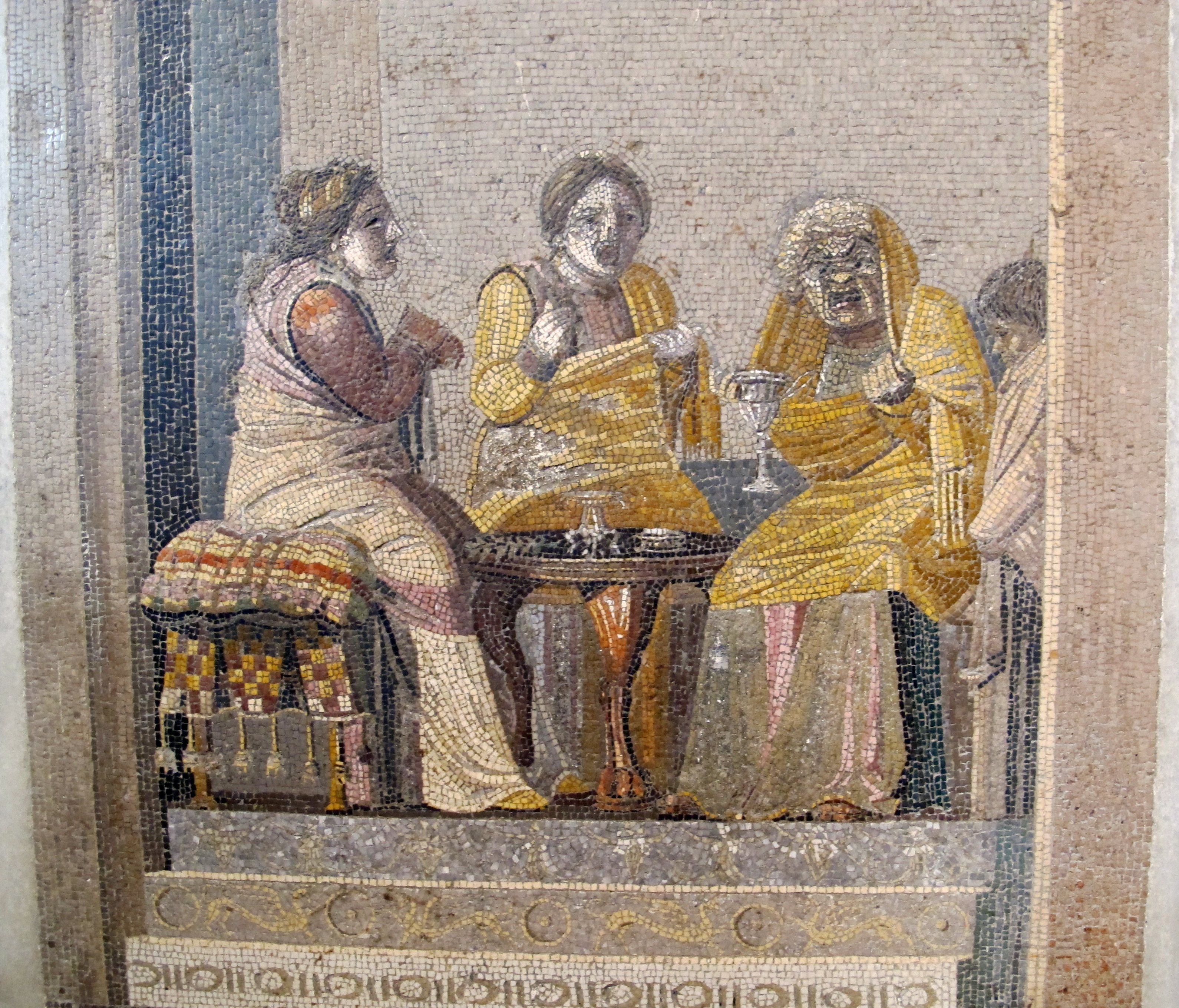
Mosaïque de deux femmes appelant une sorcière, Pompéi.
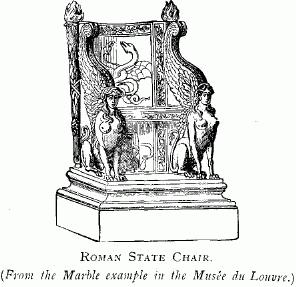
Trône romain avec des côtés massifs.
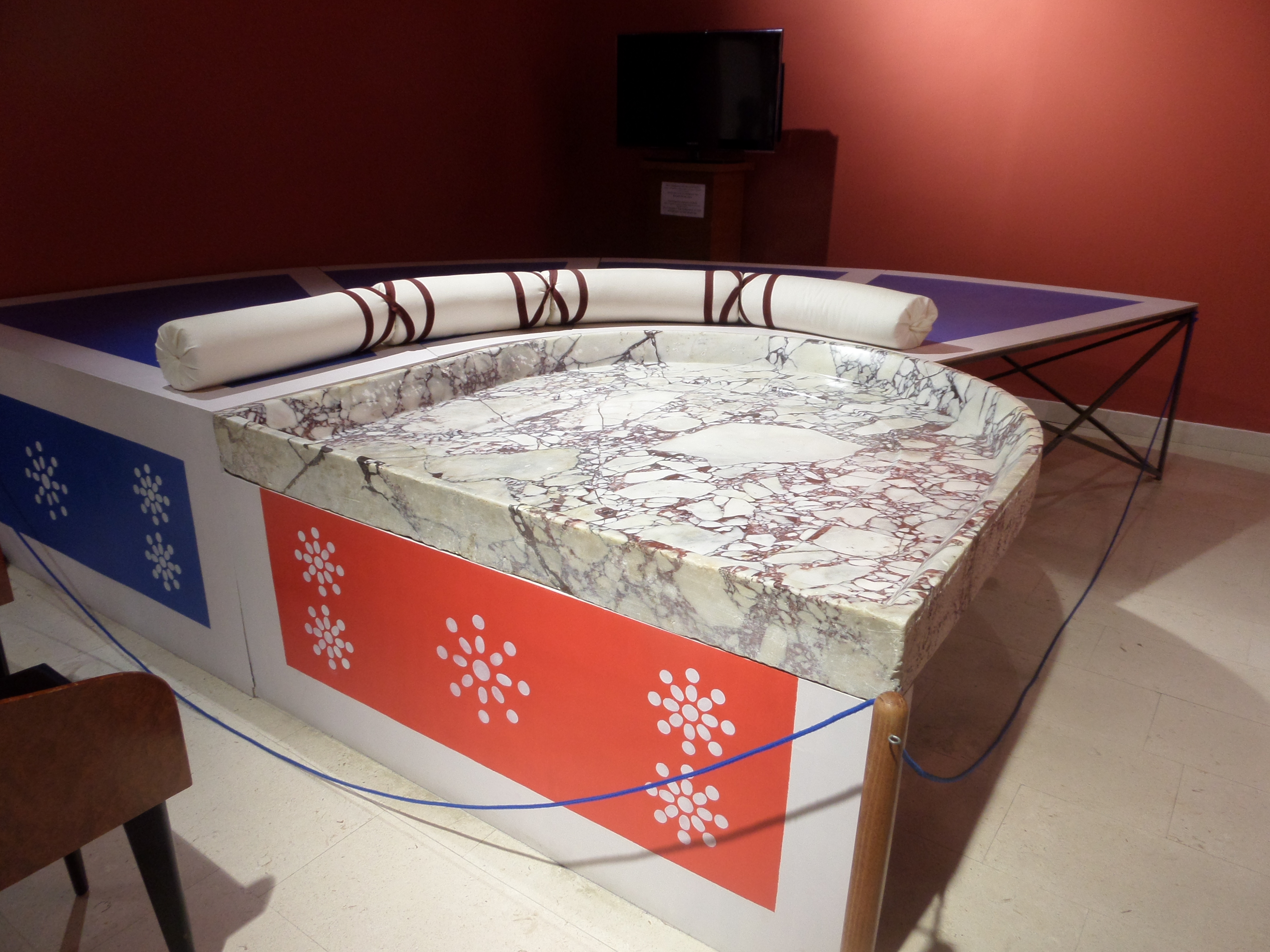
Mensa de Dioclétien, à Split.